# Trang viên ở Łączna

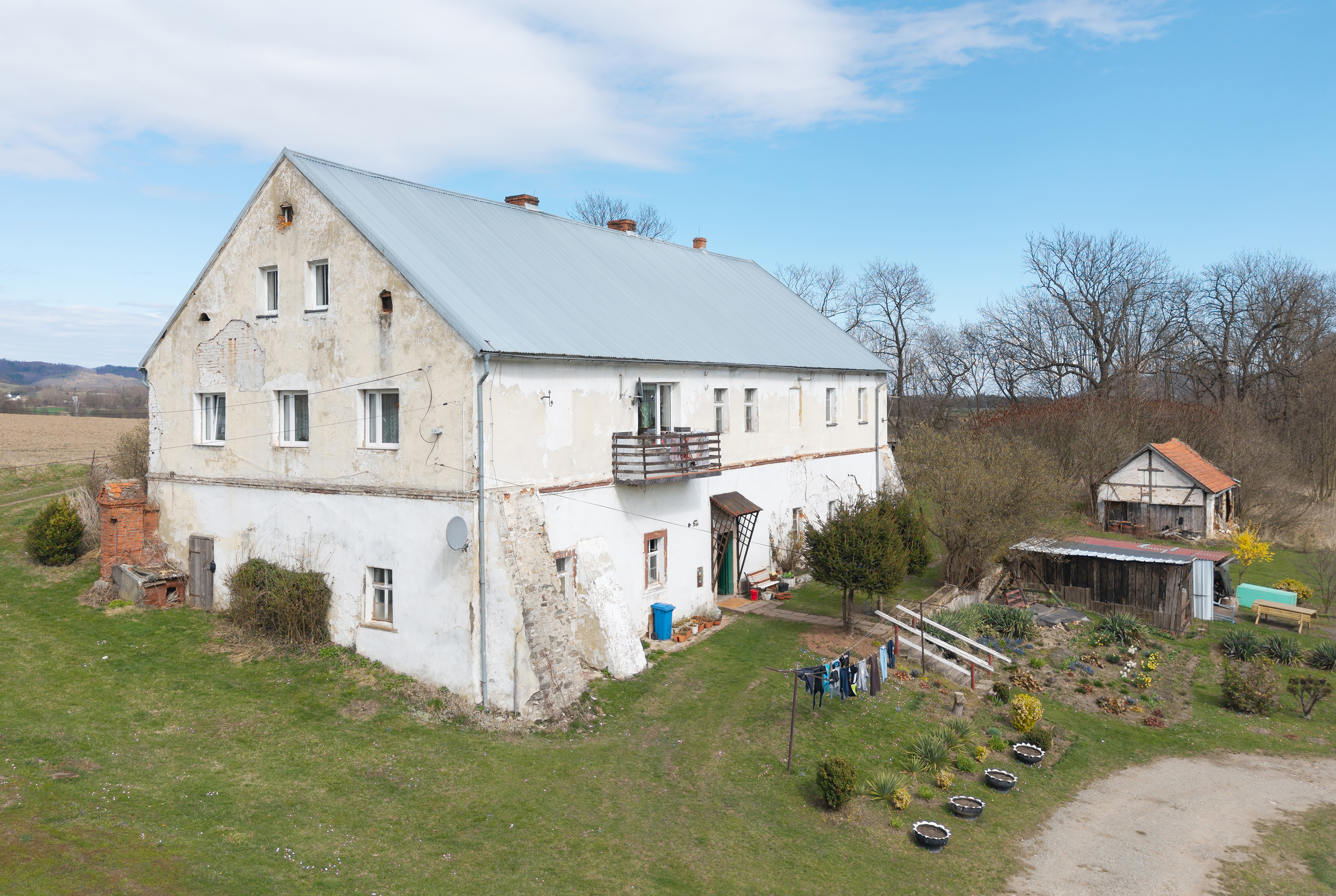
Trang viên ở Łączna (2025)

Trang viên ở Łączna (tiếng Ba Lan: Dwór w Łącznej) là một trang viên lịch sử được xây dựng vào đầu thế kỷ 18 tại Łączna - một ngôi làng cổ kính thuộc thị trấn Kłodzko, tỉnh Dolnośląskie, Ba Lan. Trang viên này từng được xây dựng lại vào thế kỷ 19 và từ sau năm 1945, đây là nơi sinh sống cho nhiều hộ gia đình. Trang viên có tên trong sổ đăng ký di tích.

## Lịch sử hình thành
Công trình kiến trúc này có từ nửa đầu thế kỷ 18 và được xây dựng lại vào nửa đầu thế kỷ 19. Cho đến năm 1945, nơi đây được sử dụng như một trụ sở cho những người chịu trách nhiệm quản lý tài sản. Sau năm 1945, di tích được tái xây dựng để trở thành khu nhà ở cho nhiều hộ gia đình. Theo quyết định của Ban Bảo tồn di tích tỉnh ngày 31 tháng 1 năm 1996, trang viên được đưa vào danh sách di tích.

## Kiến trúc
Trang viên là một tòa nhà gồm 2 gian chính tạo thành hình chữ L, được xây bằng gạch và trát vữa (xây dựng). Trang viên từng được xây dựng lại nên cách bố trí và trang trí cửa sổ ở mặt tiền không còn giống với thiết kế gốc. Trang viên và các trang trại lân cận nằm trong một sân hình chữ nhật.